# Andrea Gmür-Schönenberger
Andrea Gmür-Schönenberger, née le 17 juillet 1964 à Wattwil (originaire de Lucerne, Amden et Kirchberg (Saint-Gall), est une personnalité politique suisse, membre du Centre.
Elle est députée du canton de Lucerne au Conseil national de novembre 2015 à décembre 2019 puis au Conseil des États.

## Biographie

### Origines et famille
Andrea Gmür-Schönenberger naît Andrea Schönenberger le 17 juillet 1964 à Wattwil, dans le canton de Saint-Gall. Elle est originaire de deux autres communes de ce canton, Amden et Kirchberg, et de Lucerne.
Elle est mariée à Philipp Gmür, directeur général du groupe d'assurance Helvetia, avec qui elle a quatre enfants. Elle est la fille de Jakob Schönenberger (de), conseiller aux États de 1979 à 1991. Son beau-frère, Felix Gmür, est l'évêque du diocèse de Bâle depuis novembre 2010,,.
Elle vit à Lucerne.

### Formation et parcours professionnel
Elle grandit dans le Toggenburg. Elle obtient une maturité gymnasiale de type B (latin-anglais) à Wattwil en 1983, puis étudie l'anglais et le français à l'Université de Fribourg, où elle décroche une licence en 1989 et un diplôme d'enseignante au gymnase la même année.
Elle enseigne de 1991 à 2007 l'anglais et le français dans différents gymnases. Elle est directrice générale de la fondation Josi Meier à Lucerne depuis 2007. Elle est également membre du conseil universitaire de l'Université de Lucerne depuis 2009.

### Parcours politique
Elle siège au Conseil cantonal de Lucerne de 2007 à 2015.
Élue pour 138 voix au Conseil national en octobre 2015, elle y est membre de la Commission des affaires juridiques (CAJ) et la Commission de la science, de l'éducation et de la culture (CSEC).
En octobre 2019, elle est élue au Conseil des États, distançant nettement son concurrent de l'UDC Franz Grüter. Elle y est à nouveau membre de la CSEC, mais également de la Commission de la politique de sécurité (CPS), qu'elle préside depuis fin 2023 et de la Commission de politique extérieure (CPE). Elle est largement réélue au premier tour en octobre 2023. Lors de cette nouvelle législature, elle quitte la CPE pour rejoindre la Commission des transports et des télécommunications (CTT).
En 2020, elle est la première femme à accéder à la présidence du groupe du Centre de l'Assemblée fédérale, s'imposant devant Leo Müller. Elle démissionne de cette fonction en mars 2021 avec effet à fin avril 2021[réf. souhaitée].

### Profil politique
Spécialiste des questions de formation, elle est également connue pour demander de meilleures liaisons ferroviaires pour son canton.
Lors de la pandémie de COVID-19, elle se distingue en demandant sur Twitter une obligation de vaccination pour le personnel soignant.